# Hans Weilbächer
Hans Weilbächer (* 23. Oktober 1933 in Hattersheim am Main; † 1. August 2022) war ein deutscher Fußballspieler. Er spielte 1955 einmal für die deutsche Fußballnationalmannschaft und wurde mit Eintracht Frankfurt 1959 Deutscher Fußballmeister.

## Sportliche Laufbahn

### Vereinskarriere
Der in der Jugend von Amicitia Hattersheim ausgebildete Hans Weilbächer wechselte im Jahre 1952 zu Eintracht Frankfurt. Das erste Jahr musste er aus wechseltechnischen Gründen im Juniorenteam der Eintracht verbringen. Ab der Runde 1953/54 spielte er in der Vertragsspielermannschaft. In der Debütrunde absolvierte er alle 30 Spiele in der Oberliga Süd und steuerte zum Gewinn der Vizemeisterschaft neun Tore bei. 
Nach der Verpflichtung von Trainer Paul Oßwald zur Runde 1958/59 verbesserte die Eintracht ihre Leistung und holte den Titel in der Oberliga Süd. In der Endrunde um die deutsche Fußballmeisterschaft 1959 setzten sich die Frankfurter ungeschlagen gegen den 1. FC Köln, Werder Bremen und FK Pirmasens durch. Mit einem Torverhältnis von 26:11 Toren zogen sie in das Endspiel ein. Endspielgegner waren die Lokalrivalen von den Offenbacher Kickers. In einem dramatischen Spiel gewann Eintracht Frankfurt mit 5:3 Toren nach Verlängerung. Hans Weilbächer verrichtete als unermüdlicher Antreiber und Dauerläufer im Mittelfeld auf der linken Außenläuferposition seine Aufgabe. Oftmals kreuzten sich seine Wege mit Hermann Nuber. Da Weilbächer zu der kämpferischen Fraktion im Eintracht-Team gehörte, die Techniker um Pfaff und Sztani waren in der Überzahl, hatte er die taktische Aufgabe, den Athlet und nie aufgebenden Kämpfer Nuber nach Möglichkeit zu neutralisieren. 
Die Spiele im Europapokal der Landesmeister 1959/60 wurden der Höhepunkt der sportlichen Laufbahn von Hans Weilbächer. Am 4. November 1959 begannen die europäischen Spiele für die Eintracht. Erster Gegner war der Schweizer Meister Young Boys Bern, der von dem deutschen Altinternationalen Albert Sing trainiert wurde und im Vorjahr erst im Halbfinale an Stade de Reims gescheitert war. Mit einem verwandelten Freistoß in der vierten Spielminute erzielte Weilbächer die Eintracht-Führung und gleichzeitig das erste Tor der Frankfurter im Europapokal. Die Mannschaft von Paul Oßwald setzte sich gegen Bern, den Wiener Sport-Club und die Glasgow Rangers durch und erreichte damit das Finale am 18. Mai 1960 in Glasgow gegen den Titelverteidiger Real Madrid. Hans Weilbächer fiel die Aufgabe zu, den Spielmacher der Madrilenen, Alfredo Di Stéfano, zu beschatten. Durch die zu dieser Zeit völlig den Rahmen sprengenden läuferischen und spielerischen Aktivität des „blonden Pfeils“, aus dem eigenen Strafraum bis in den gegnerischen Strafraum sich permanent zu betätigen, konnte Weilbächer dieser Anforderung nicht in vollem Umfang gerecht werden. Europas Fußballer der Jahre 1957 und 1959 bestimmte den Takt des Spiels und führte zusammen mit dem vierfachen Torschützen Ferenc Puskás Real Madrid zu einem souveränen 7:3-Erfolg. 
In den Jahren 1961 und 1962 gelang den Frankfurtern mit Weilbächer als Vizemeister im Süden erneut der Einzug in die Endrunde zur Deutschen Meisterschaft. Insgesamt absolvierte der linke Läufer in vier Endrunden 17 Spiele. Am 27. Januar 1963 bestritt er bei der 0:1-Heimniederlage gegen Hessen Kassel sein letztes Oberliga-Spiel für Eintracht Frankfurt. Von 1953 bis 1963 brachte er es auf 241 Spiele und 48 Tore in der Oberliga Süd; zuletzt war auch sein jüngerer Bruder Josef Teil der Mannschaft. 
In der neuen Fußball-Bundesliga stand er noch bis 1965 unter Vertrag, zu einem Einsatz gelangte er aber nicht mehr. Er beendete 1965 nach 570 Spielen in 13 Jahren seine Laufbahn bei Eintracht Frankfurt.

### Auswahleinsätze
Die erste internationale Berufung erhielt der 20-Jährige Halbstürmer zum Amateurländerspiel Deutschland gegen Frankreich in Wuppertal am 13. Juni 1953. Der zweite Einsatz erfolgte im Jahre 1954. Zu dem während der Endrunde 1955 am 28. Mai in Hamburg ausgetragenen Länderspiel gegen Irland berief Bundestrainer Sepp Herberger den Frankfurter in die deutsche Fußballnationalmannschaft. Als Halbrechts debütierte er beim 2:1-Sieg an der Seite des 31-jährigen Robert Schlienz vom VfB Stuttgart.
Der Bundestrainer testete 1957 und 1958 den Frankfurter auf seiner Stammposition des linken Außenläufers in zwei Spielen der B-Nationalmannschaft. In den Kader für die Fußball-Weltmeisterschaft 1958 in Schweden erhielt er aber keine Aufnahme. Horst Szymaniak, der Mann aus Erkenschwick, belegte diese Position über Jahre mit internationaler Klasse.

## Weiterer Werdegang
Der bis zu seinem Tod in Schwalbach am Taunus bei Frankfurt lebende Hans Weilbächer betreute nach seinem Karriereende Amateurmannschaften in Oberursel und Langen und konzentrierte sich dann auf seinen Beruf als Kalkulator bei der Hoechst AG, wo er vier Jahrzehnte beschäftigt war.
Hans Weilbächer starb am 1. August 2022 im Alter von 88 Jahren.